# Вилохвістка плямиста

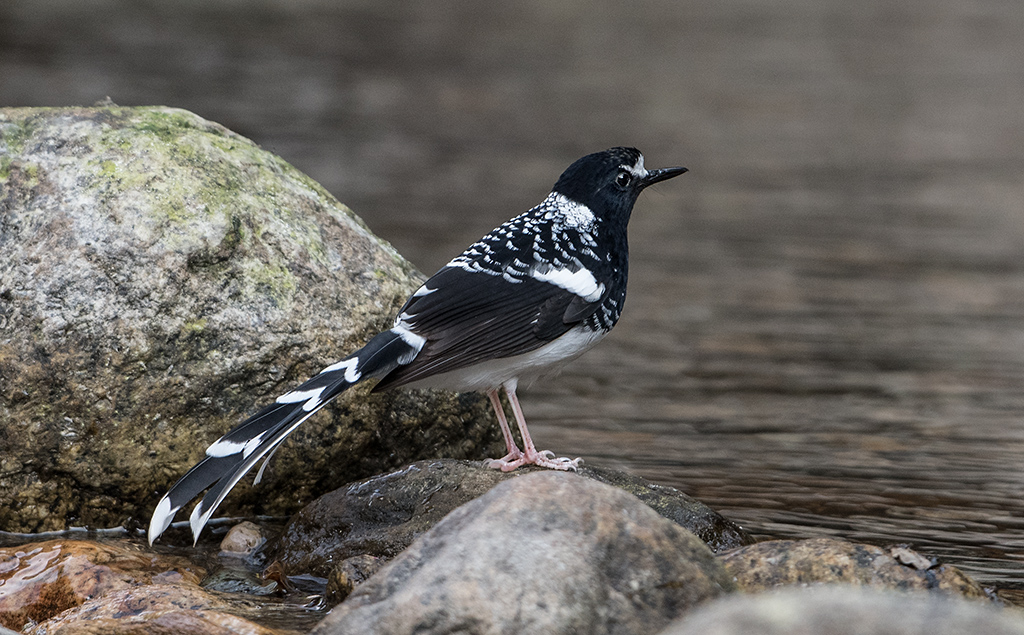
Плямиста вилохвістка

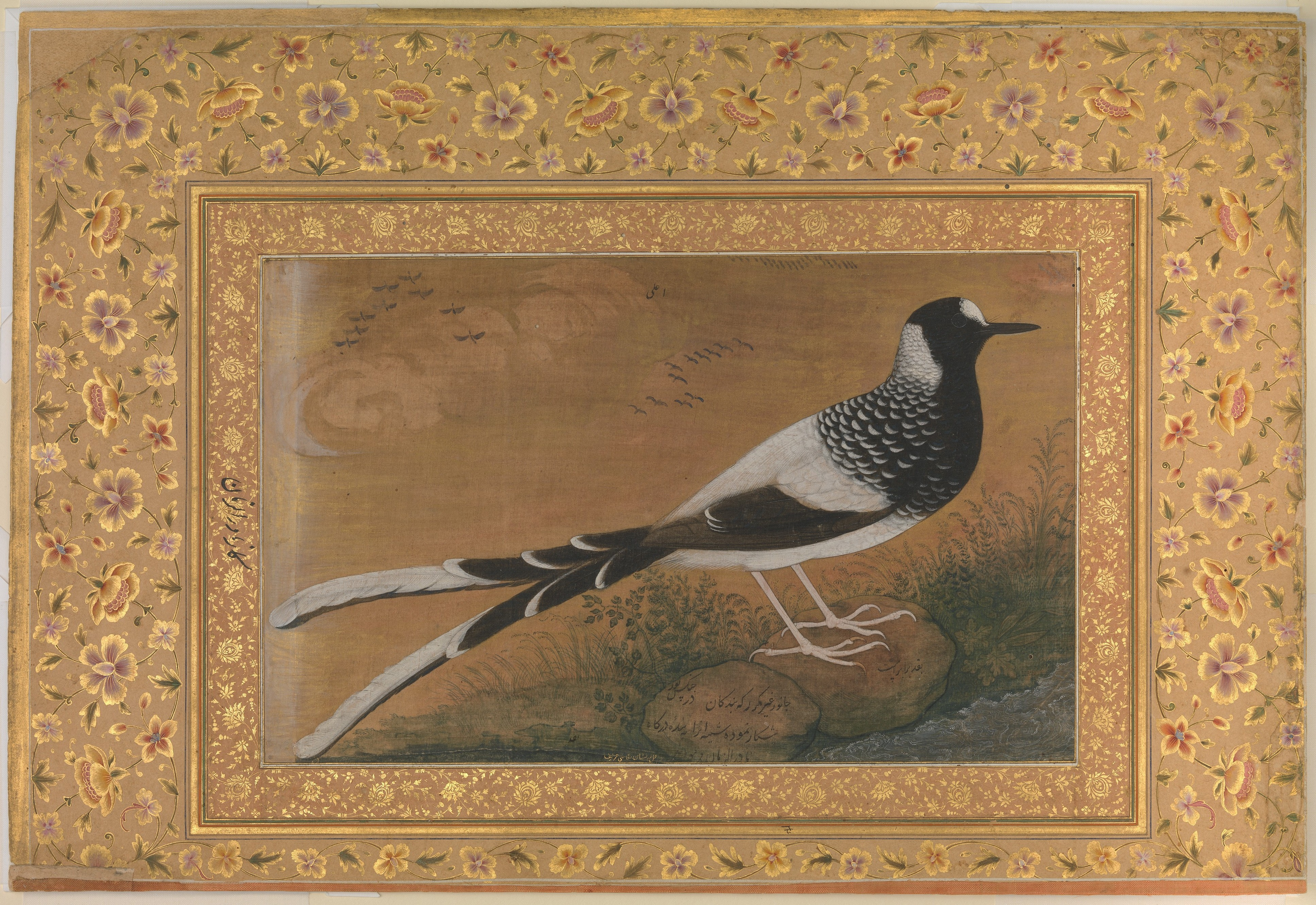
Малюнок плямистої вилохвістки (автор Абу'л Хасан)

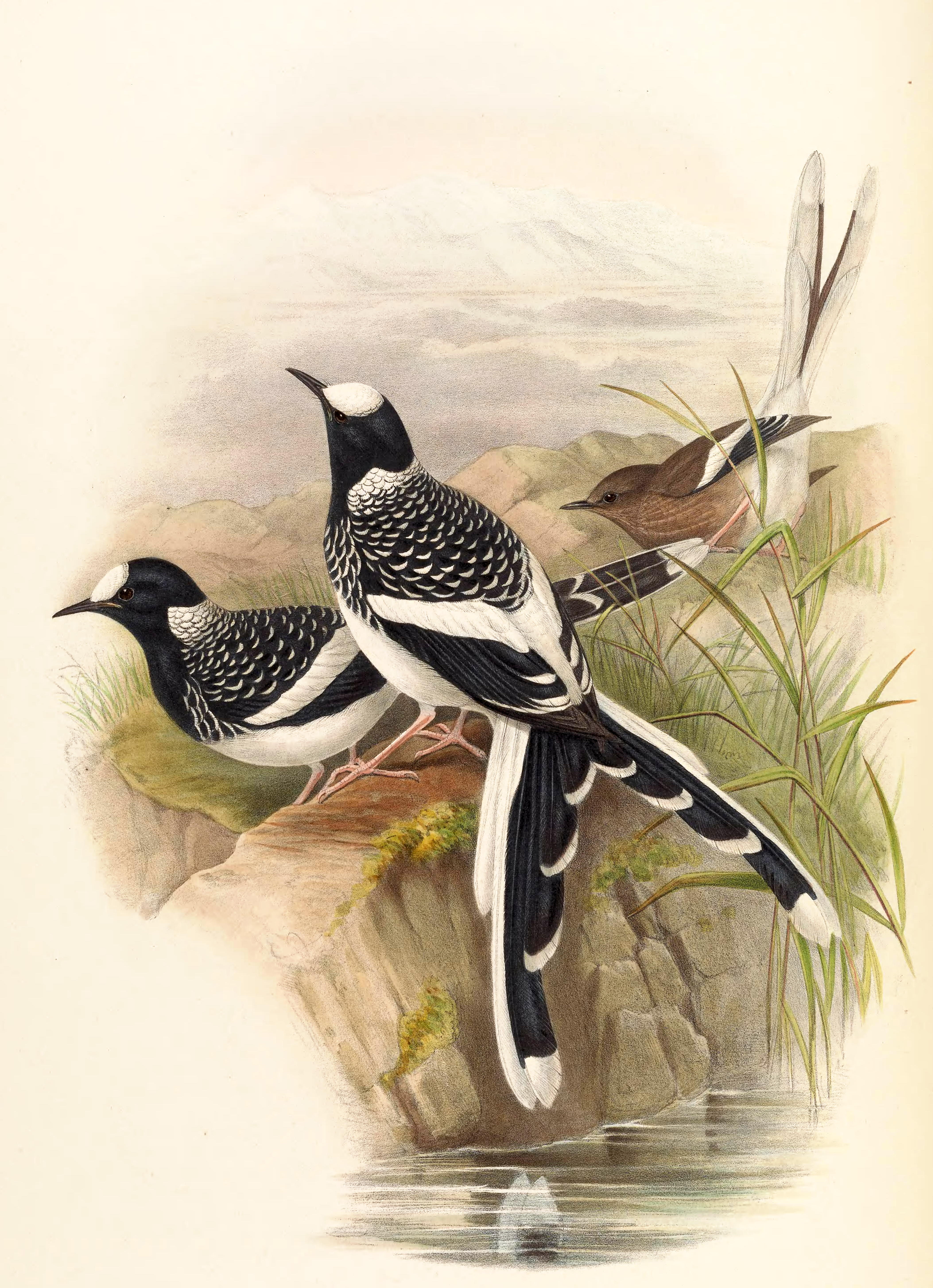
Плямисті вилохвістки

Вилохві́стка плямиста (Enicurus maculatus) — вид горобцеподібних птахів родини мухоловкових (Muscicapidae). Мешкає в Гімалаях і Південно-Східній Азії. 

## Опис
Довжина птаха становить 25-26 см, вага 38-48 г. Голова, спина, горло і груди чорні, на лобі велика біла пляма, решта нижньої частини тіла біла. Спина і груди сильно поцятковані білими лускоподібними плямками. Крила чорні з помітними білими плямами. Хвіст довгий, східчастий, глибоко роздвоєний. Стернові пера чорні з білими кінчиками, які формують на хвості білі смуги.

## Підвиди
Виділяють чотири підвиди:
- E. m. maculatus Vigors, 1831 — гори Гіндукуша на сході Афганістану і в Пакистані, Західні і Центральні Гімалаї;
- E. m. guttatus Gould, 1866 — східні Гімалаї на сході Непалу, в Сіккімі, Бутані і Північно-Східній Індії, М'янма і південний захід Китаю;
- E. m. bacatus Bangs & Phillips, JC, 1914 — південь Китаю і північ В'єтнаму;
- E. m. robinsoni Baker, ECS, 1922 — південь В'єтнама (плато Далат[en]).

## Поширення і екологія
Плямисті вилохвістки мешкають в Афганістані, Пакистані, Індії, Непалі, Бутані, М'янмі, Китаї і В'єтнамі. Вони живуть в гірських субтропічних і тропічних лісах, на берегах гірських струмків і річок, серед валунів. Гніздяться на висоті від 1200 до 3600, взимку мігрують в долини, на висоті 600 м над рівнем моря. Живляться комахами та іншими безхребетними. Гніздяться з березня по травень. Гнздо невелике, чашоподібне, робиться з моху, розміщується в щзаглибині на березі річки, під каменем або серед коріння дерев. В кладці 3 яйця.